# جبل قاف (رواية)
جبل قاف هي رواية للكاتب المغربي عبد الإله بنعرفة، نُشرت عام 2012 عن دار النشر المغربية "دار أبي رقراق للطباعة والنشر"، وتُعد من أبرز أعماله في مشروعه السردي العرفاني. تقع الرواية في حوالي 388 صفحة، وتُصنّف ضمن الأدب الروحي
والفلسفي، حيث تمزج بين الخيال الميتافيزيقي والتأملات الصوفية، مستلهمة من تراث محيي الدين بن عربي الذي يُهديه الكاتب الرواية.

## أحداث الرواية
تتناول رواية جبل قاف للكاتب المغربي عبد الإله بنعرفة رحلة روحية وفكرية يخوضها الراوي في سعيه نحو الحقيقة والمعرفة، حيث ينطلق في مسار تأملي عبر فضاء رمزي يتمثل في جبل قاف الأسطوري، مستلهماً من التراث الصوفي والفلسفي الإسلامي، لا سيما فكر محيي الدين بن عربي. تتقاطع في الرواية الأزمنة والأمكنة، وتندمج الأسطورة بالواقع، من خلال شخصيات رمزية مثل الشيخ الأكبر والمرأة النورانية والطفل العارف، التي ترمز إلى مراحل مختلفة من الوعي والتجلي. وتُقدَّم الأحداث بأسلوب شعري مكثف، يعكس تجربة عرفانية تتجاوز السرد التقليدي، لتغدو الرواية تأملًا في الوجود والهوية والبحث عن المطلق.

## شخصيات الرواية
- الراوي/الباحث: يمثل الشخصية المركزية في الرواية، وهو في رحلة داخلية نحو جبل قاف، بحثًا عن الحقيقة والمعرفة. يتنقل بين العوالم والرموز، ويخوض تجربة عرفانية عميقة.
- الشيخ الأكبر: شخصية مستلهمة من محيي الدين بن عربي، يظهر كمرشد روحي، يوجه الراوي في رحلته ويمنحه مفاتيح الفهم والتأويل.
- المرأة النورانية: تجسيد للأنوثة المقدسة، تظهر في لحظات التحول، وتُعبّر عن الحكمة والحدس، وترافق الراوي في بعض مراحل رحلته.
- الظل/الخصم الداخلي: يمثل الصراع النفسي والروحي داخل الإنسان، ويظهر في هيئة رمزية تعكس الشك والخوف والأنانية.
- الملَك الحارس: كائن نوراني يحرس بوابة جبل قاف، ويختبر صدق نية الباحث قبل السماح له بالعبور.
- الطفل العارف: شخصية تجمع بين البراءة والمعرفة، يظهر في لحظات الكشف، ويطرح أسئلة وجودية عميقة.
- المدينة الخفية وسكانها: تمثل عالماً داخلياً من الرموز، حيث يلتقي الراوي بأرواح وأفكار متجسدة، تعكس مراحل تطوره الروحي.

## اقتباسات من الرواية
"الرحلة إلى جبل قاف ليست عبورًا جغرافيًا، بل عبورٌ في الذات، في الذاكرة، وفي المعنى."
"كل خطوة نحو الجبل هي انكشاف، وكل انكشاف هو امتحان للنية والصفاء."
"المرأة النورانية لا تتكلم، بل تُضيء، وحين تضيء، ينكشف الطريق."
"الشيخ الأكبر لا يُعلّم، بل يُشير، ومن فهم الإشارة، دخل في السر."
"الزمن في جبل قاف لا يُقاس بالساعات، بل بالتحولات."
"في حضرة القاف، لا صوت يعلو على الصمت، ولا معنى يسبق النية."
"الرحلة ليست بحثًا عن الجبل، بل عن الذات التي تجرؤ على الصعود."
"كل من اقترب من القاف، خلع عنه لباس الزمان، ولبس نور السؤال."
"اللغة في جبل قاف ليست أداة، بل كائن حي يتنفس بالمعنى."

"العارف لا يسأل عن الطريق، بل يسير فيه حتى يصير هو الطريق."

## أسلوب الرواية
تتميز رواية جبل قاف للكاتب المغربي عبد الإله بنعرفة بأسلوب سردي عرفاني يمزج بين العمق الفلسفي والرمزية الصوفية، حيث يستلهم الكاتب تجربة الشيخ الأكبر محيي الدين بن عربي ليبني نصًا روائيًا يتجاوز البنية التقليدية للسرد نحو أفق تأويلي وتخيلي. يوظف الكاتب لغة شعرية مشحونة بالدلالات الروحية، ويعتمد على تقنيات السرد الذاتي والتأمل الداخلي، مما يجعل الرواية أقرب إلى أدب الحضور الذي يسعى إلى استعادة الذاكرة الثقافية والروحية للمتلقي. كما تتجلى في النص مقامات صوفية وكرامات عرفانية، تُقدَّم كرحلة وجودية في أعماق الذات، بأسلوب يجمع بين السلاسة والعمق، ويُحفّز القارئ على التأمل في مفاهيم الوجود والمعنى

## ابن عربي في رواية جيل قاف
يتجلى حضور الشيخ الأكبر محيي الدين ابن عربي في رواية جبل قاف لعبد الإله بنعرفة بوصفه الشخصية المحورية والراوي الأساسي، حيث يسرد الكاتب سيرة ابن عربي بأسلوب عرفاني يمزج بين التاريخ والتخييل، ويُقدّم تجربته الروحية والفكرية منذ ولادته حتى وفاته. تعتمد الرواية على استلهام مفاهيمه الصوفية مثل الفناء والكشف ووحدة الوجود، وتُبرز رحلاته الداخلية والخارجية بوصفها تجليات للبحث عن الحقيقة والمعرفة الإلهية. ويُوظَّف ابن عربي في النص ليس فقط كشخصية تاريخية، بل كرمز للوعي الكوني، مما يجعل الرواية أقرب إلى سيرة روحية تتجاوز الزمان والمكان.

## الصوفية في رواية جيل قاف
تُجسّد الرواية حضورًا كثيفًا للروح الصوفية، حيث تُبنى أحداثها على تجربة عرفانية تستلهم مفاهيم التصوف الإسلامي مثل الفناء، الكشف، والمقامات الروحية، في إطار سردي رمزي يتجاوز الواقع نحو المطلق. يوظف الكاتب الخطاب الصوفي بوصفه أداة تأويلية وفلسفية، ويستثمر الرموز والمصطلحات الصوفية في بناء الشخصيات والمواقف، مستندًا إلى مرجعية قرآنية وفكر ابن عربي. وتُقدَّم الرواية كرحلة داخلية نحو جبل قاف، الذي يتحول إلى فضاء أسطوري يعكس مراحل التهذيب الروحي والتجلي المعرفي، مما يجعل النص أقرب إلى أدب الحضور الذي يسعى إلى إعادة وصل الذات بالمعنى الكوني والذاكرة الروحية

## النقد والاستقبال
بمجرد صدورها عام 2002، اعتُبرت رواية «جيل قاف» انطلاقة لافتة في مشروع الرواية العرفانية للفنان المغربي عبد الإله بن عرفة، حيث أعاد النقّاد البناء الروائي لمفهوم السيرة الغيرية بصورة تخيلية تستند إلى ثيمة الخطاب الصوفي وشخصية ابن عربي. وقد تم الإشادة بأسلوب الكاتب الذي ابتكر لغة سردية تستثمر الأحرف النورانية المقطعة من القرآن، ما أضفى على النص هالة تأويلية ومقاربات عرفانية غنية، تبرز تأكيده على تحويل الرواية إلى أدب الحضور يمزج بين التأمل الجمالي والروحاني. كما وصف أحد القراء التجربة بأنها ليست مجرد سرد لأحداث، بل "مشاهدات" توحي بـ "حدوث"، مضيفًا أن تجربة بن عرفة تفتح مجالًا أمام لغز الزمن والمكان نحو فضاء اللازمكان